# Fastnet Rock
Fastnet Rock (Irl. An Charraig Aonair – tłum. „samotna skała”) – niewielka skalista wysepka leżąca ok. 11 km na południe od wybrzeża Irlandii. Jest to najbardziej na południe wysunięty punkt tego kraju.
Podczas odpływu wysokość skały wynosi 30 m. Fastnet Rock składa się z dwóch skał: Fastnet Rock oraz oddzielonej 10 m kanałem dużo mniejszej Little Fastnet. Wysepka miała przed wojną drugą nazwę „Irlandzka Łza”, gdyż była ostatnim punktem Irlandii, który oglądali emigranci udający się statkami do Ameryki. Wysepka ta jest punktem pomiarowym regat Rolex Fastnet Race, a także  punktem odległościowym transatlantyków płynących do różnych portów Ameryki Północnej i Południowej. Znajduje się na niej wybudowana w 1853 roku latarnia morska.